# Compagnia francese delle Indie orientali
La Compagnia francese delle Indie orientali (Compagnie des Indes orientales o Compagnie pour le commerce des Indes orientales) fu un'impresa commerciale marittima, fondata nel 1664 per competere con la Compagnia inglese e con la Compagnia olandese delle Indie orientali.
Ideata da Jean-Baptiste Colbert, fu istituita da re Luigi XIV con lo scopo di commerciare con l'Emisfero Orientale. Essa derivò dalla fusione di tre precedenti compagnie, la Compagnia della Cina del 1660, la Compagnia d'Oriente e la Compagnia del Madagascar. Il primo direttore generale fu François Caron, che aveva trascorso 30 anni lavorando per la Compagnia olandese delle Indie orientali, compresi più di 20 anni passati in Giappone.

## Storia della Compagnia

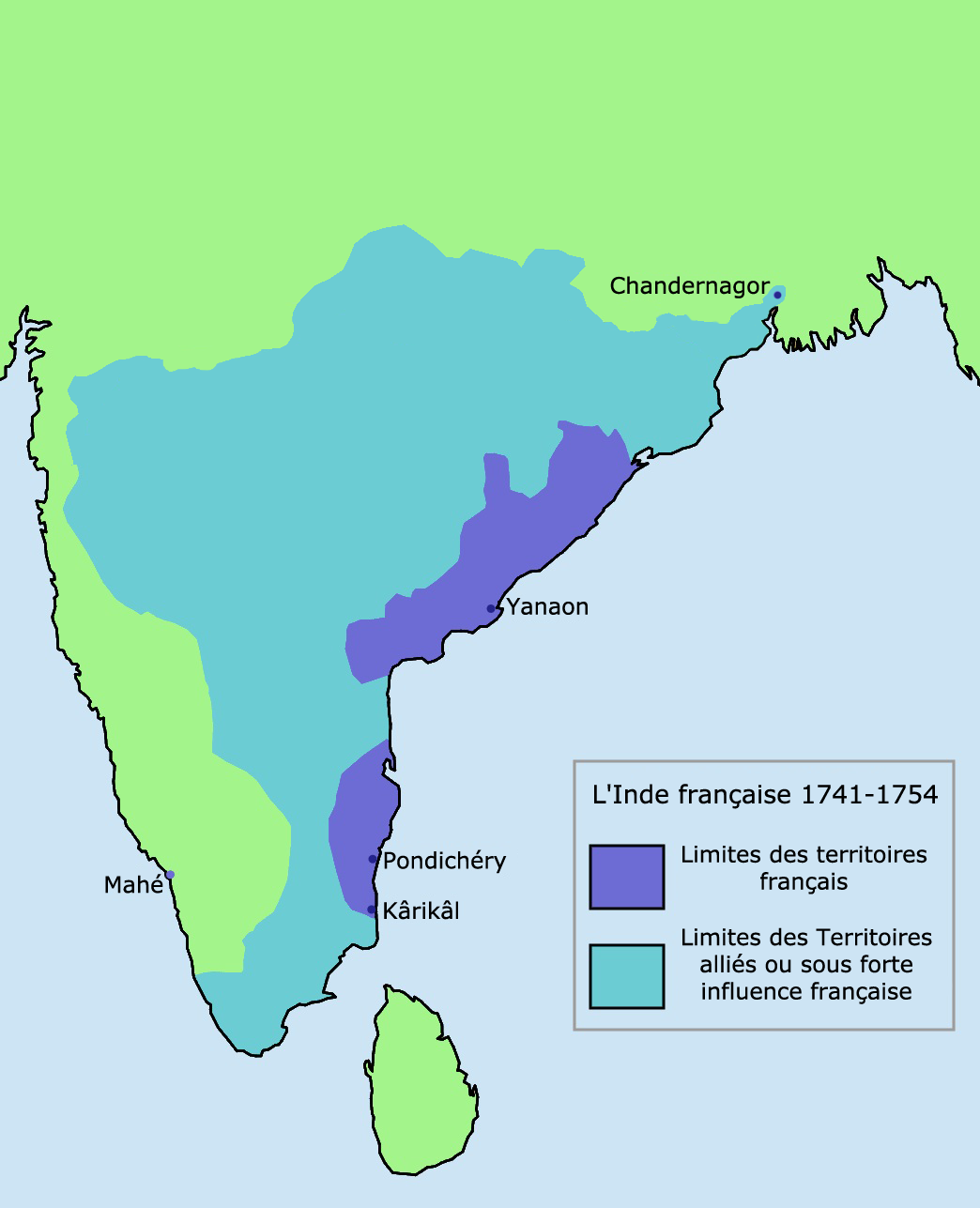
Massima estensione dell'influenza francese nel periodo 1741-1754

Il primo viaggio francese sponsorizzato dallo Stato verso le Indie ebbe luogo nel 1603, un viaggio comandato da Paulmier de Gonneville di Honfleur. Il re francese Enrico IV autorizzò la prima Compagnia delle Indie Orientali, conferendole un monopolio di 15 anni per il commercio con le Indie. Questo precursore della successiva Compagnia delle Indie Orientali di Colbert, comunque, non fu una società per azioni, e fu fondata dalla Corona.
Il capitale iniziale della riorganizzata Compagnia delle Indie Orientali fu di 15 milioni di lire, divise in azioni da 100 lire l'una. Luigi XIV finanziò i primi tre milioni di lire di investimento, sui quali si sarebbero dovuti scaricare le perdite dei primi 10 anni. L'offerta iniziale di azioni venne venduta rapidamente, poiché i cortigiani di Luigi XIV riconobbero che era nel loro interesse sostenere l'iniziativa del re oltremare. Alla Compagnia delle Indie Orientali fu concesso un monopolio di 50 anni sul commercio francese negli Oceani Indiano e Pacifico, una regione estesa dal Capo di Buona Speranza allo Stretto di Magellano. Il monarca francese concesse altresì alla Compagnia una concessione in perpetuo per l'isola di Madagascar, e di qualunque altro territorio che avesse conquistato.
La Compagnia non riuscì a fondare una colonia fiorente in Madagascar, ma fu in grado di fondare dei porti sulle vicine isole di Bourbon e Île-de-France (oggi Riunione e Mauritius). Per il 1719, essa si era stabilita in India, là andò quasi incontro alla bancarotta. Nello stesso anno, la Compagnie des Indes Orientales si fuse, sotto la direzione di John Law con altre compagnie mercantili francesi a costituire la Compagnia Perpetua delle Indie. La riorganizzata compagnia riottenne la sua indipendenza operativa nel 1723.
Con il declino dell'Impero Mughal, i Francesi decisero di intervenire negli affari politici indiani allo scopo di proteggere i propri interessi, in particolare stringendo alleanze con governanti locali nell'India del sud. Dal 1741, i Francesi, sotto Joseph François Dupleix perseguirono un'aggressiva politica sia contro gli indiani che contro gli inglesi fino alla loro definitiva sconfitta ad opera di Robert Clive.
La Compagnia non fu nemmeno in grado di autosostenersi finanziariamente, e fu abolita nel 1769, circa 20 anni prima della Rivoluzione francese. Il Re Luigi XVI emise nel 1770 un editto con il quale richiedeva alla Compagnia di trasferire allo stato le sue proprietà, i suoi beni e i suoi diritti, valutati in 30 milioni di lire. Il Re accettò di pagare tutti i debiti e le obbligazioni della Compagnia, benché i detentori di azioni e titoli della Compagnia ricevettero il 15% circa del valore nominale dei loro investimenti al momento della liquidazione della Compagnia nel 1790.
Ricostituita da Luigi XVI col nome di "Nouvelle Compagnie des Indes" (1785), questa fu definitivamente soppressa dalla Convenzione nazionale nel 1793, la qual cosa darà luogo ad uno scandalo dove furono coinvolti particolarmente François Chabot e Fabre d'Églantine.

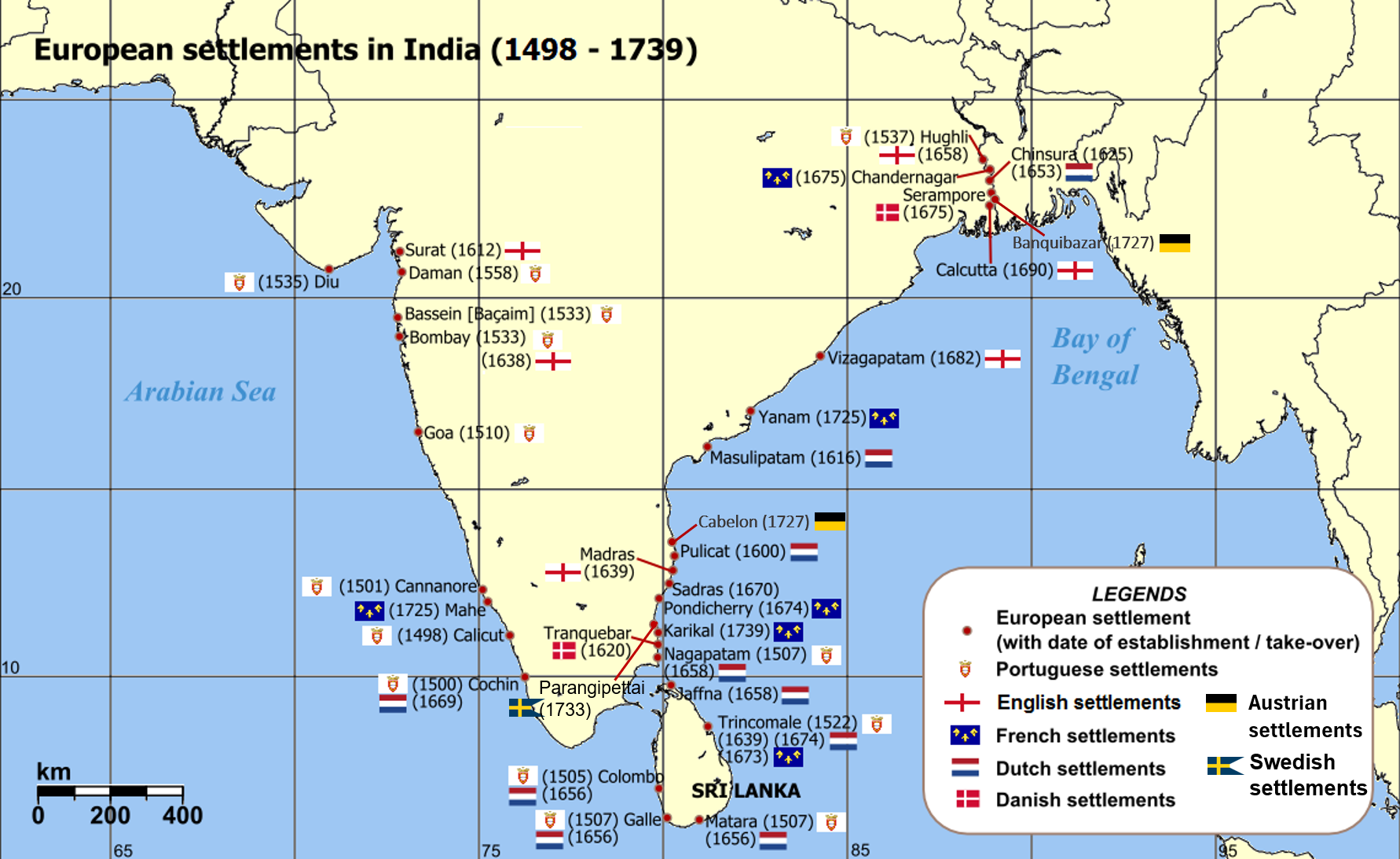
Insediamenti francesi e di altri paesi europei in India.

Diversi porti commerciali Indiani, compresi Pondicherry e Chandernagore, rimasero sotto controllo francese fino al 1949.

## Museo
A Lorient, in Francia, è presente un museo interamente dedicato alla storia della Compagnia francese delle Indie orientali.